# Пауэлл, Дина
Дина Хабиб-Пауэлл (англ. Dina Habib Powell; род. 18 июня 1973, Каир, Египет) — американская бизнесвумен египетского происхождения, экономический советник президента США Дональда Трампа (2017—2018).

## Биография
Родилась 18 июня 1973 года в Каире в семье коптов Онси Хабиба и Ходы Солиман. В четырёхлетнем возрасте, научившись говорить только на арабском языке, переехала с родителями в Техас.
Отец Дины Хабиб был водителем автобуса и управляющим магазина шаговой доступности в Далласе. Она окончила в этом же городе престижную среднюю школу для девочек — Академию урсулинок (Ursuline Academy) и Техасский университет в Остине. Студенткой впервые познакомилась с политикой, когда проходила практику в аппарате сенатора от Техаса республиканки Кэй Бэйли Хатчинсон.
В 1995 году стала работать в штате лидера республиканцев в Палате представителей США Дика Арми. В администрации Джорджа Буша-младшего заведовала персоналом Белого дома и занимала должность помощника государственного секретаря по образовательным и культурным вопросам. В 2007 году партнёр в финансовой компании Goldman Sachs Джон Роджерс пригласил Дину Пауэлл в свою компанию, где она сделала успешную карьеру, основав несколько программ, в том числе Goldman Sachs Foundation, Goldman Sachs Gives и Urban Investment Group, а также курировала программу «10 000 Women», направленную на оказание помощи женщинам-предпринимателям по всему миру. В 2010 году стала партнёром.
12 января 2017 года избранный президент США Дональд Трамп официально объявил о назначении Дины Пауэлл своим старшим советником по экономическим инициативам.
15 марта 2017 года президент Трамп назначил Пауэлл на вторую должность — заместителя советника президента США по национальной безопасности Герберта Макмастера в вопросах стратегии с полномочиями по организации межведомственного сотрудничества. В рамках своих новых обязанностей она поддерживала контакты с госсекретарём Рексом Тиллерсоном, директором ЦРУ Майком Помпео и министром обороны Джеймсом Мэттисом.
Около 12 января 2018 года оставила службу в президентской администрации.
В феврале 2018 года появились сообщения о возвращении Пауэлл на работу в Goldman Sachs.

## Семья
Семья Хабиб принадлежит к Коптской православной церкви. До эмиграции отец Дины был капитаном египетской армии; как и его жена, он окончил Американский университет в Каире. Дина Хабиб вышла замуж за Ричарда Пауэлла.